# Museo Nino Bravo
El Museo Nino Bravo, es un museo español con sede en la población valenciana de Ayelo de Malferit (Provincia de Valencia). Es un espacio dedicado a mantener viva la memoria de Nino Bravo, uno de los cantantes españoles más populares en la década de los ’70. Fue inaugurado el 28 de octubre de 2006 por la alcaldesa de la población y la familia del artista valenciano.
La Colección Museográfica Permanente, que se denomina Universo Nino aglutina un número importante de objetos personales y profesionales cedidos por su familia, seguidores y amigos de Nino Bravo. Entre sus fondos se encuentran más de medio millar de objetos relacionados con el cantante de Un beso y una flor: el micrófono y los trajes utilizados por el intérprete durante sus actuaciones, su cartilla escolar, fotografías de su infancia y juventud, instantáneas inéditas de su despedida de soltero, carteles de sus actuaciones, numerosos artículos de prensa, el primer aparato de sonido utilizado por Nino, imágenes de sus presentaciones en televisiones nacionales e internacionales.

## Historia
La idea de crear un Museo dedicado al cantante valenciano en su localidad natal, surgió tras el homenaje '25 anys sense tu' en 1998, en donde el clamor popular fue el de abrir un espacio monográfico a su paisano más internacional.
No es hasta 2003, durante los actos del I encuentro de Fans, familiares y amigos, en donde se realiza la primera gran muestra de material cedido tanto por la familia como por los fanes del cantante. La gran sorpresa fue el hallazgo en una de las chaquetas del cantante de su DNI. Esta primera exposición se realizó en el antiguo parvulario de la localidad. Dentro de los actos de aquel día estaba el pleno celebrado por la corporativa local, en donde se obtuvo el firme compromiso de habilitar un espacio en el que se pudiera albergar todo el material posible relacionado con el artista.
La Diputación de Valencia concedió al consistorio de Aielo de Malferit una subvención de 66.198,02 euros para llebvar a cabo la rehabilitación y remodelación de las antiguas escuelas del municipio, edificio catalogado, con la finalidad de crear un centro cultural que albergará un museo dedicado a Nino Bravo, y la biblioteca municipal.
Desde entonces y hasta la inauguración del Museo, se fue haciendo acopio del material que los fanes, familiares y amigos iban donando hasta la creación museística. De modo temporal la exposición se trasladó a una de las dependencias Ayuntamiento de Ayelo de Malferit hasta que fuera habilitado el emplazamiento definitivo del Museo.
Una vez decidido el emplazamiento, y gracias a las subvenciones recibidas, el Museo Nino Bravo pudo ser inaugurado el 28 de octubre de 2006,con la asistencia de Cristina Mira, alcaldesa de Ayelo, junto a las hijas del cantante, Mª Amparo y Eva. Tampoco faltaron a la cita su nieta Marta, Pepe Juesas y Vicente López (miembros del conjunto 'Los Superson´s'), Manu Martínez (cuñado de Nino Bravo), y Vicente Moya 'Suco' (último mánager del cantante). Amenizaron la inauguración del Grupo Coral de Ayelo y el Grupo de Percusión dirigido por Joan Castelló.
El 13 de abril de 2013, dentro de los actos celebrados en Ayelo de Malferit que conmemoraban el 40 aniversario del fallecimiento del cantante, Museo Nino Bravo estrenaba nuevo diseño web, un nuevo Canal temático en la plataforma Youtube y el documental 'Ayelo de Malferit. Cuna de Nino Bravo'. Así mismo la ONCE dio a conocer el diseño del cupón conmemorativo dedicado a Nino Bravo.
En el año 2023, año en el que se conmemoran los 50 años del fallecimiento del artista, la Generalitat suscribió un convenio de colaboración entre Turisme Comunitat Valenciana y el Ayuntamiento de Aielo de Malfeit para la mejora de recursos turísticos, destinándose parte del dinero (40000€) para la mejora de la adecuación del museo a las instalaciones actuales.Además desde agosto de 2023 a finales de octubre de ese mismo año, la exposición museística ha sido trasladada a una de las salas del Ateneo Mercantil de Valencia, aprovechando la rehabilitación del edificio sede del museo, y ampliando la colección cuando vuelva a su sede original.

Además dentro de los actos de homenaje a este cantante la Comisión Filatélica del Estado decidió en junio de 2023, emitir un sello de correo dedicado a Nino Bravo.

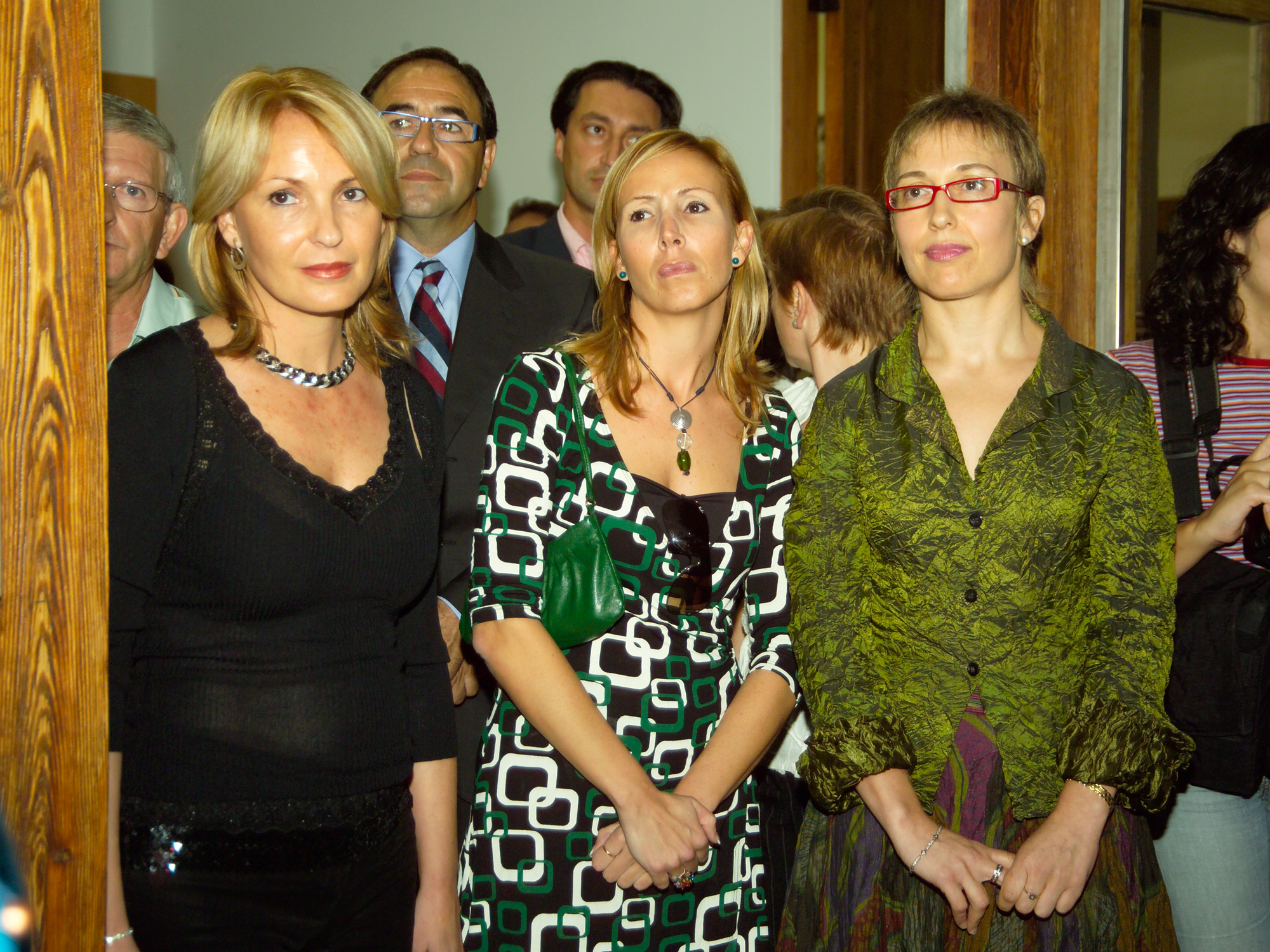
Instantánea tomada el día de la inauguración en donde se puede ver a la alcaldesa y a las hijas de Nino Bravo.

## Colección

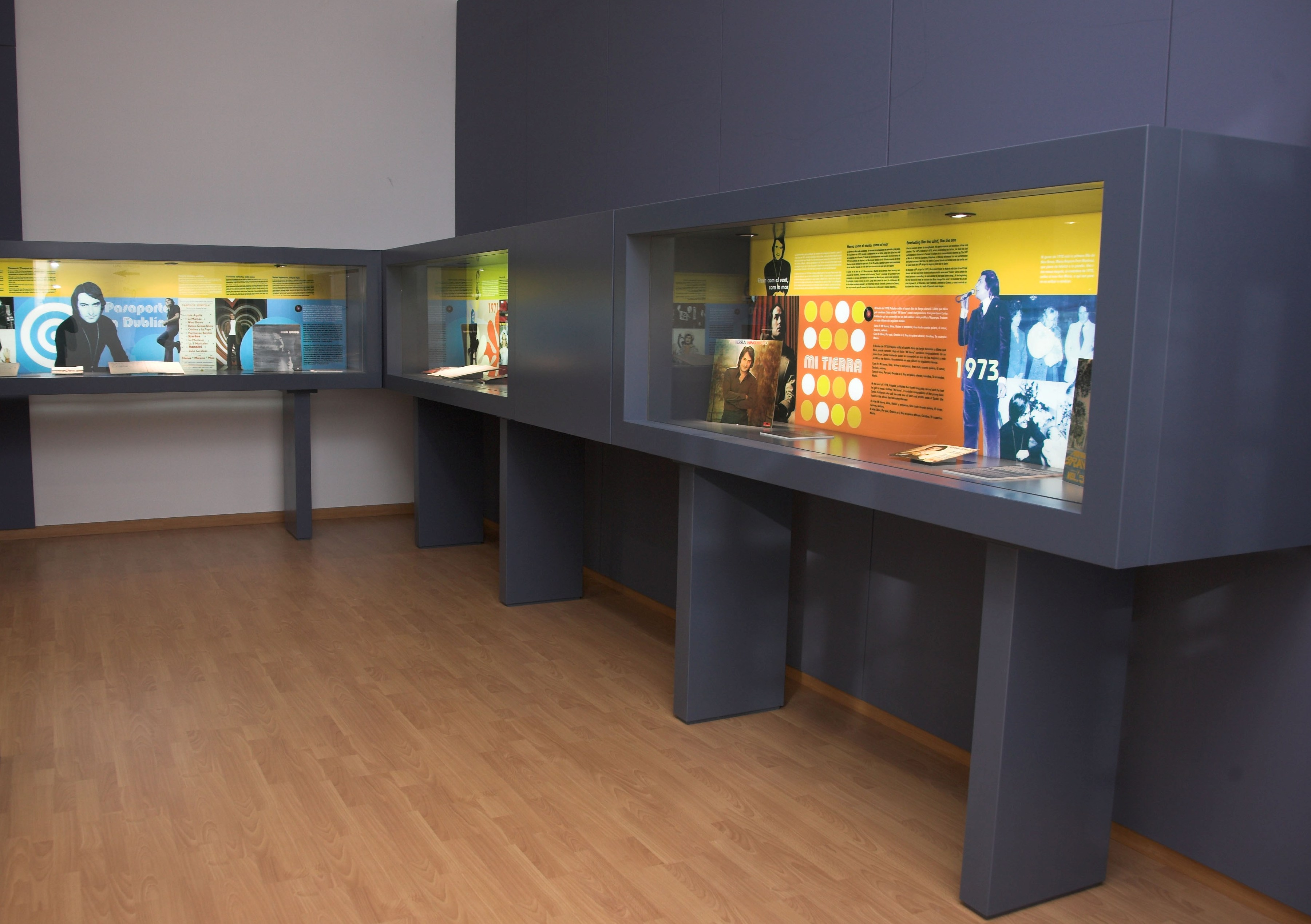
Vista de una de la salas del Museo.

Desde el I encuentro de fans, familiares y amigos, celebrado en 2003, en que los fanes comenzaron a donar material para lo que sería el futuro museo hasta la fecha de hoy, el fondo de la colección se ha ido incrementando como era de esperar.
A medida que ha pasado el tiempo se han ido incorporando ninots indultados y donados por los artistas falleros, cuadros, pósteres, fotografías, objetos personales del cantante - como una guitarra -, etc. Dentro de estas donaciones, quizá la más inesperada fue la del famoso cinturón con las iniciales NB y que Nino acostumbraba a utilizar con un mono de color negro en las actuaciones.
También se han creado los siguientes espacios monográficos:
- Nino Bravo y Los Superson's. En donde se muestran fotos del cantante con el grupo que le acompañó durante casi toda su carrera musical. Así mismo se dispone de un punto de información en donde el visitante puede encontrar su historia y escuchar los únicos audios que se conservan de Nino cantando con su conjunto.

- Nino Bravo y las fallas. Con recuerdos, instantáneas de Nino disfrutando de estas fiestas tan típicamente valencianas o incluso con un ninot indultado y cedido por la Falla El Charco de Catarroja.

En la sala de videoproyecciones el visitante puede disfrutar de actuaciones en Televisión española, del IV Festival de la Canción de Río de Janeiro celebrado en 1970, del Festival de Jazz de Montreux de 1971, de sus apariciones en Radio Caracas Televisión en los años 1970 y 1971 o incluso de una sesión de 15 vídeos grabados para Televisión Nacional de Chile en el año 1971.
Desde abril de 2012 se puede visionar en esta sala, y en exclusiva, 'Nino Bravo. Historia de un mito'. El único documental dedicado a su persona en donde familiares y amigos nos cuentan anécdotas del cantante y de su vida.
Como excepción y por primera vez, el 16 de abril de 2013 la mayoría de los objetos del Museo se desplazaron a Valencia en conmemoración del 40 aniversario del fallecimiento de Nino Bravo. Entre las novedades se pudieron ver los Discos de Oro y los Olé de la canción de 1970 y 1972 donados por la familia del cantante y que desde entonces formarán parte de los fondos de la colección.

## Edificio

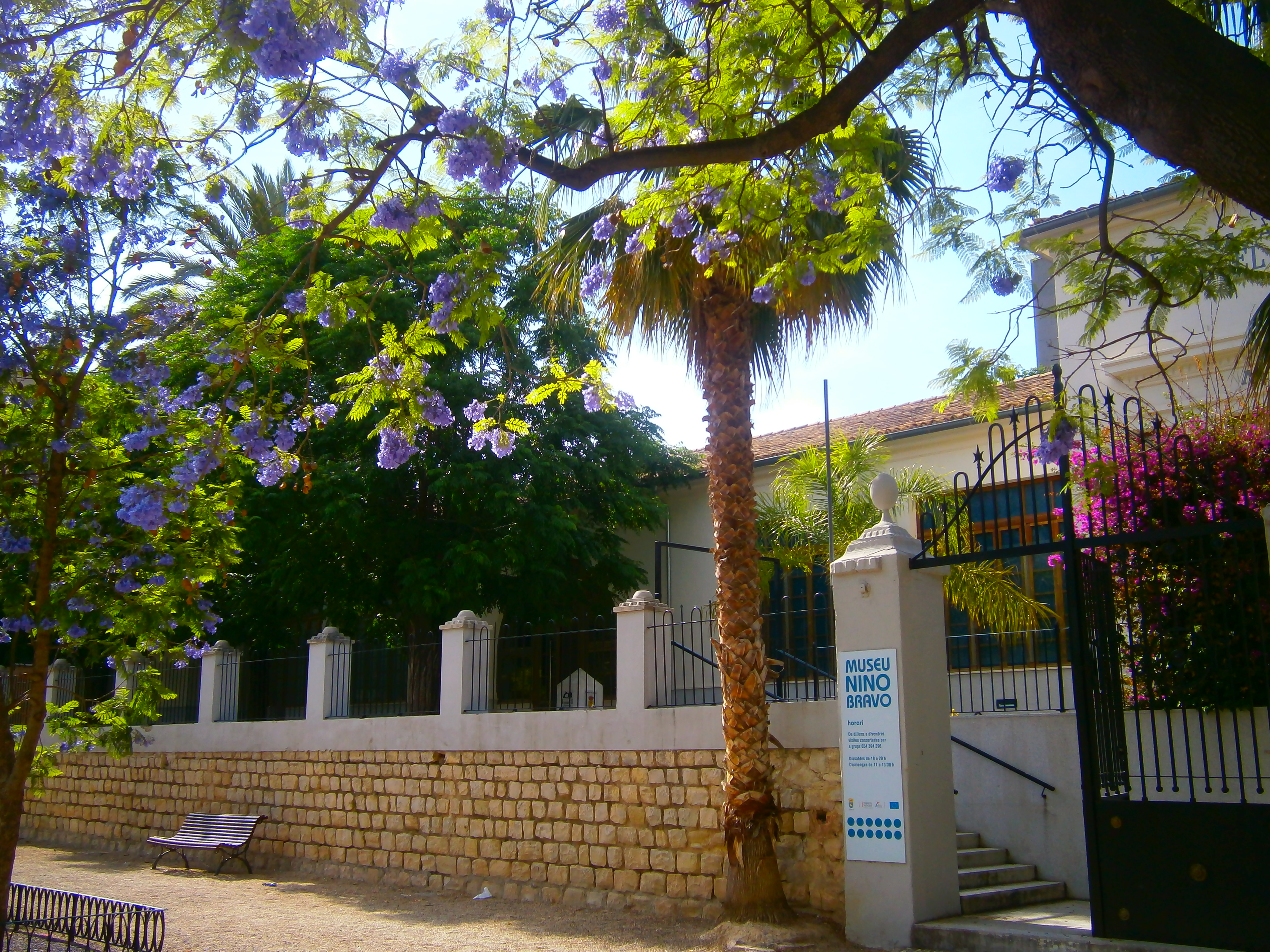
Imagen tomada desde el exterior del Museo Nino Bravo.

El edificio principal del Museo son las antiguas Escuelas Nacionales San José de Calasanz, también conocidas como Las Escuelas viejas. Situado en el casco urbano, entre las calles de Oriente, Santos de Piedra y Ontinyent, el edificio de arquitectura civil data del año 1930. El edificio es obra del arquitecto alcoyano Vicente Valls Gadea.
En octubre de 2006, el pabellón de las niñas, como Museo de Nino Bravo, y en mayo del año siguiente, el pabellón de los niños como Biblioteca Pública Municipal "Degà Ortiz y Sanz".